# البحرية الملكية الهولندية
البحرية الملكية الهولندية وهي القوات البحرية التابعة رسمياً إلى القوات المسلحة الملكية الهولندية وألتي تحمي أجواء هولندا البحرية، وتعتبر البحرية الهولندية من البحريات القديمة حيث تأسست في سنة 1488، وفي فترة من الفترات أصبحت البحرية الهولندية من القوى العظمى في البحر وخصوصاً في القرن السابع عشر حيث تمكنت من احتلال الكثير من المناطق منها إندونيسيا و سورينام و جزر الأنتيل الهولندية وذلك بعد معارك طويلة ضد البحرية البرتغالية و في الحرب البرتغالية الهولندية وكذلك ضد البحرية الإسبانية، إلا أن البحرية الإنجيليزية و البحرية الفرنسية تمكنتا من التفوق على البحرية الهولندية وهَكذا لم تعد هولندا من القوى العُظمى، في الحرب العالمية الأولى و الحرب العالمية الثانية شاركت البحرية الهولندية في الحَرب مع قوات الحُلَفاء، ويَبلُغ تعداد هذهِ القوات حَوالي 10,500 جندي حالياً.

## معرض صور

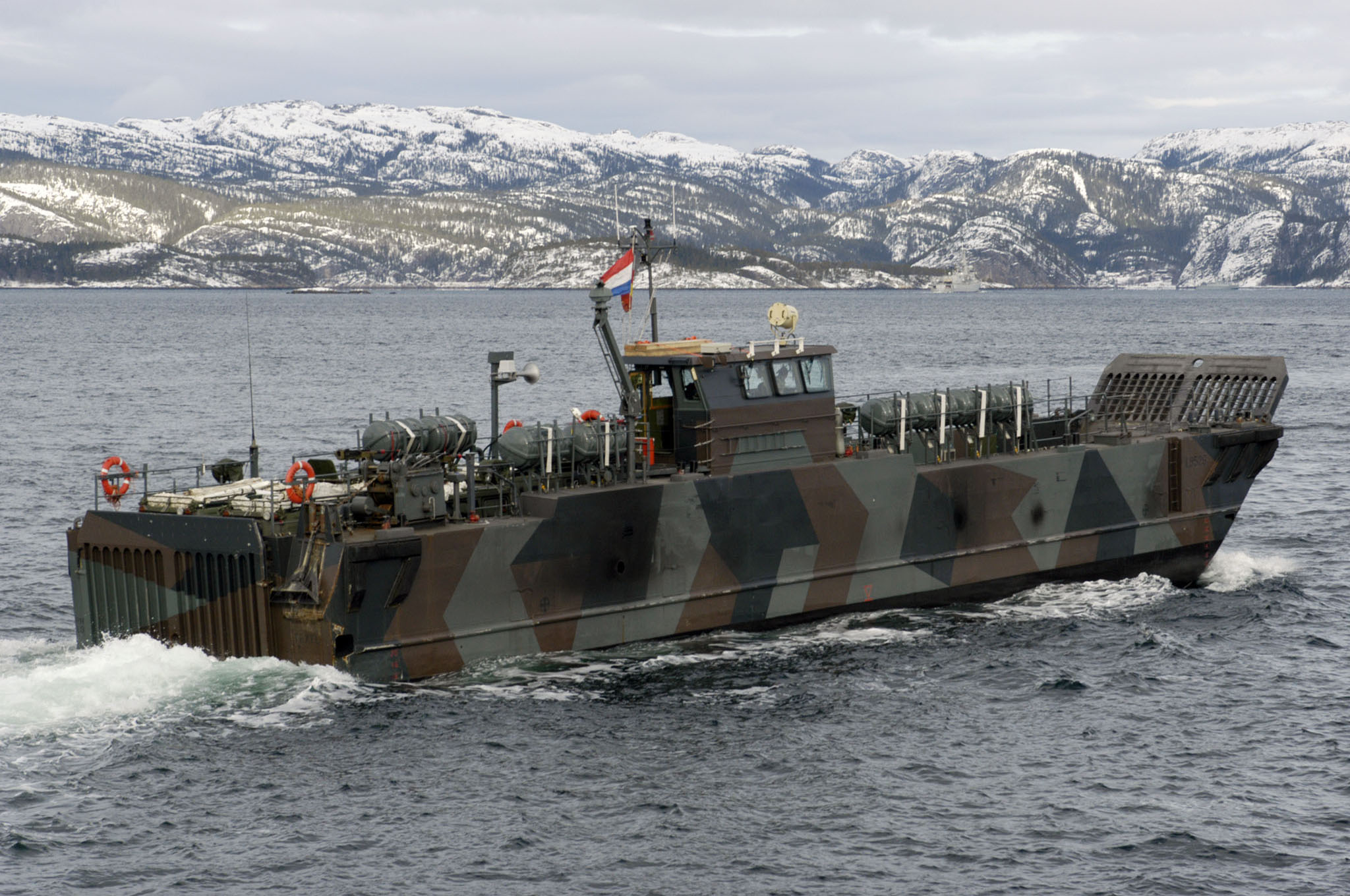
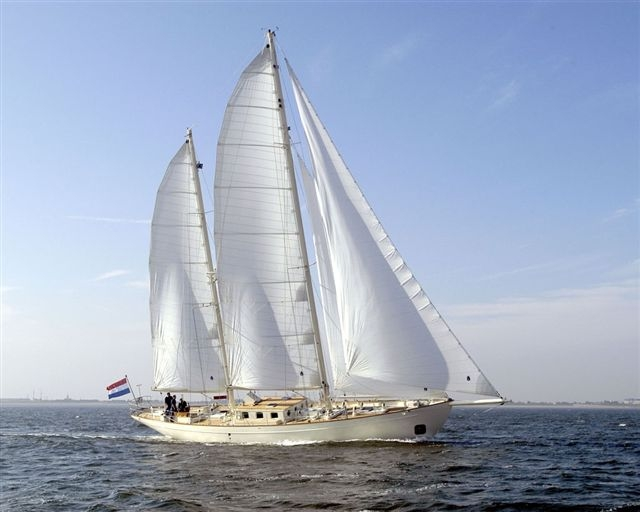
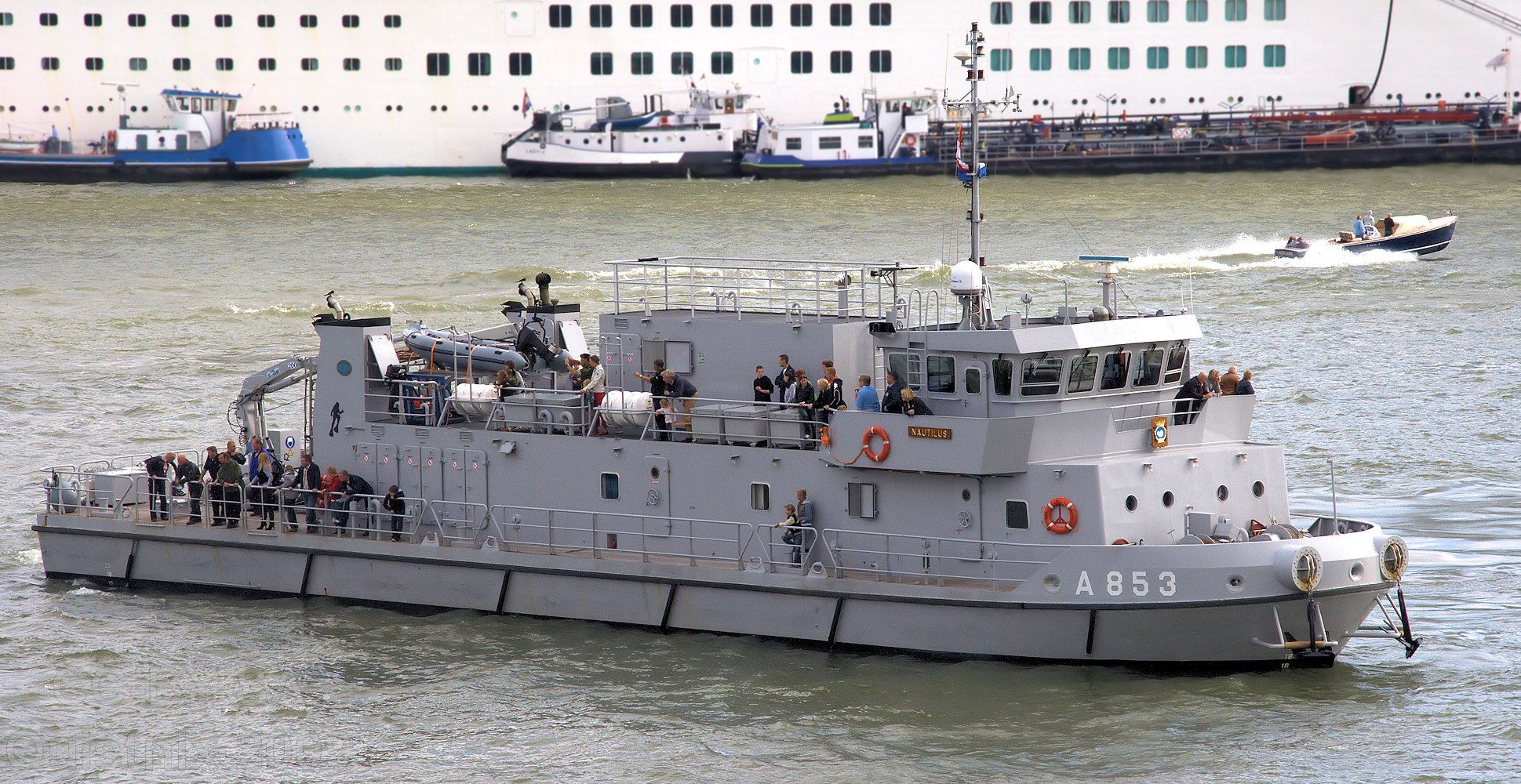